# Vestingwerken van Sneek

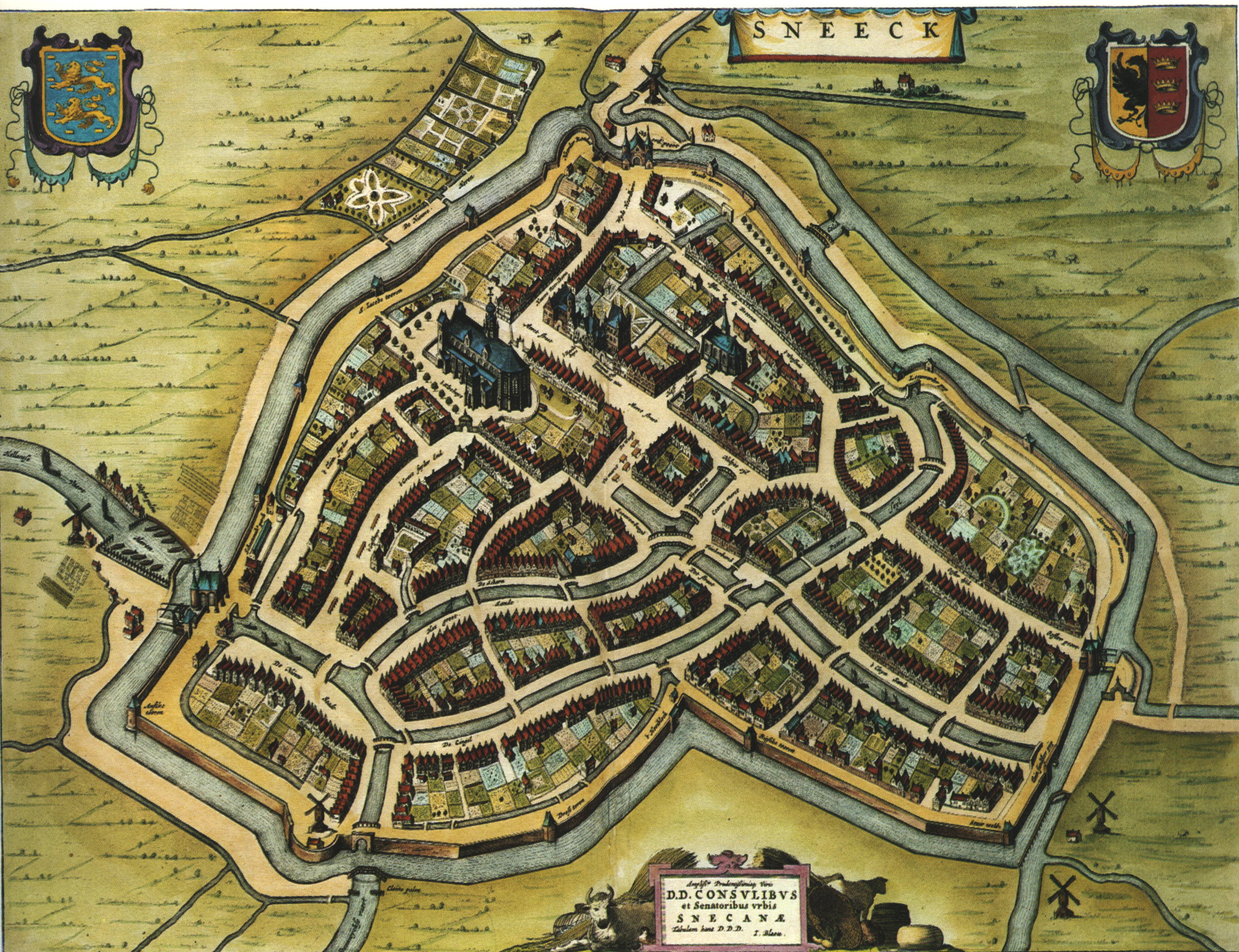
Sneek in 1652

Rondom de stad Sneek bevonden zich tot in de negentiende eeuw verschillende vestingwerken.

## Omwalling
Het gehucht Ten Snake, waar omstreeks 1268 voor het eerst over geschreven werd, was eind 13e eeuw al voorzien van een omwalling en een brede gracht. Deze vroegste omwalling beschermde de oude kern van de stad gelegen op de plaats van de Martinikerk en omgeving. De oude kern bestond oorspronkelijk uitsluitend uit houten gebouwen. De eerste stenen gebouwen verschenen pas later in de 14e eeuw. 
Aan het eind van de 15e eeuw moest de wal verhoogd worden, omdat de verdediging door de komst van steeds zwaardere aanvalswapens niet langer voldoende waren. De almaar voortdurende strijd tussen de Schieringers en de Vetkopers noopte de Snekers tot vernieuwing en uitbreiding van haar verdediging. Met name de noordoostzijde van de wal waar Sneek niet door water werd beschermd en vijandelijke aanvallen over land het meest te verwachten waren moest de stad beter worden beschermd. De omwalling moest verhoogd worden en de toegangen naar de stad versterkt door stenen poorten. In 1490 werd het benodigde geld voor de verbetering van de stadsverdediging bijeengebracht door de welgestelde burgers een belasting te laten betalen. Er werd een begin gemaakt mei de bouw van de Oosterpoort die het nieuwe stadsdeel moest beschermen. 

## Stadsmuur

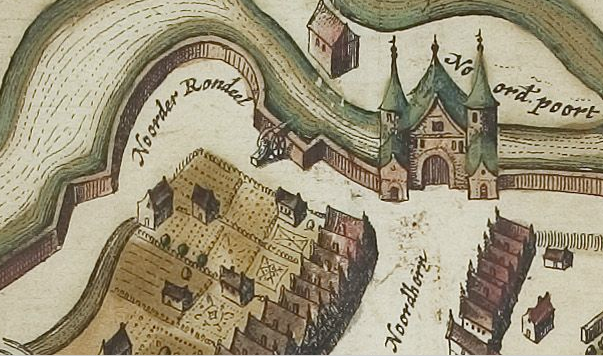
Stadsmuur bij de noorderpoort

Door verdere uitbreiding van de stad moest de omwalling omstreeks 1530 opnieuw vergroot worden. In de tweede helft van de 16e eeuw  besloot men de stad geheel te omringen met een dikke stenen muur. Dat was een moeizame en wederom een kostbare aangelegenheid, omdat in Sneek alleen aan de noordoostzijde de grond stevig genoeg was om een zware muur te dragen. Omdat men een goede verdediging van de stad erg belangrijk vond zette men de bouw door die tientalen jaren duurde. Aan de noordoostzijde, waar een vijand de stad het best kon benaderen, werd bovendien de verdedigingsgracht verdubbeld. Met de voltooiing van de muur kreeg de binnenstad van Sneek haar huidige kenmerkende hartvormige omtrek. 
Sneek was begin zeventiende eeuw de enige geheel bemuurde stad van Friesland. De muren waren massief en bestonden uit stenen, welke werden bekleed met aarde. Daar bovenop was een hoge borstwering geplaatst die de verdedigers dekking gaven tegen vijandelijk vuur.

## Torens
Om de 100 tot 150 meter stond in de stadswal van Sneek een toren. Enkele van deze torens waren:
- Ansketoren
- Sjaketoren
- Bieksetoren
- Beulstoren
- Drosttoren
- Stuurwoldstoren
- Straesburgertoren
- Sint Jacobstoren

## Poorten
Om de stad in en uit te kunnen, werden ook verschillende stadspoorten gebouwd. Te weten:
- Noorderpoort
- Oosterpoort

Voor het scheepvaartverkeer, dat voor Sneek van grote waarde was, werden verschillende pijpen (waterpoorten) aangelegd.
- Hoogendsterpijp (nu Waterpoort)
- Jousterpijp
- Kleine-paalderpijp
- Leeuwarderpijp

Daarnaast waren er nog kleine doorgangen in de stadsmuur, het Kerkgracht-Poortje is hier een voorbeeld van. Deze doorgang is nog altijd aanwezig. In 1825 verloren de poorten hun functie als nachtelijke stadafsluiting. De waterpoorten werden bovendien hinderlijk voor de grote stoomschepen die Sneek indertijd aandeden. Rond 1841 zijn veel waterpoorten gesloopt, alleen de Waterpoort bleef in zijn originele staat bestaan. De Jousterpijp is nog te bezichtigen als huidige brug.

## Kanonnen
Op de stadsmuur van Sneek stonden minstens 12 kanonnen. In 1746 stonden deze op de volgende locaties:
| Locatie           | Aantal kanonnen |
| ----------------- | --------------- |
| Noorder Rondeel   | 2               |
| Leeuwarderpijp    | 2               |
| Straesburgertoren | 2               |
| Oosterpoort       | 2               |
| Stuurwoldstoren   | 1               |
| Hooiblok          | 1               |
| Zuider Rondeel    | 2               |

Alle kanonnen zijn in 1811 door Keizer Napoleon opgeëist en afgevoerd.

## Restanten
Van de vestingwerken in Sneek zijn nog een klein aantal zichtbare overblijfselen. Dit zijn de Waterpoort en het bastion Bolwerk.

Alkmaar · Amsterdam · Borculo · Bredevoort · Coevorden · Enschede · Haarlem · Hattem · 's-Hertogenbosch · Huissen · Klundert · Lochem · Maastricht · Montfoort · Naarden · Ommen · Ootmarsum · Rhenen · Roermond · Rijssen 
· Sittard · Sneek · Steenbergen · Terborg · Valkenburg · Zaltbommel · Zwolle